# Hal Hickel
Pour les articles homonymes, voir Hickel.
Hal T. Hickel est un créateur d'effets spéciaux américain né à Bailey dans le Colorado en 1967. Il travaille pour la société Industrial Light & Magic.

## Biographie
À l'âge de 12 ans il écrit une lettre à Lucasfilm dans laquelle il présente ses idées pour une séquences du film Star Wars, épisode IV : Un nouvel espoir. Il reçoit une lettre de refus signée du producteur Gary Kurtz. Aujourd'hui cette lettre est accrochée au mur de son bureau à la ILM. Vingt ans plus tard, Hickel a travaillé en tant qu'animateur principal sur Star Wars, épisode I : La Menace fantôme.
En 1982 il rejoint le Film Graphics Program à CalArts où il reste jusqu'en 1988, date à laquelle il rejoint les studios de Will Vinton pour travailler sur l'animation en volume et le motion control.
Il rejoint l'équipe d'animateurs des studios Pixar en 1994 où il travaille sur Toy Story et sur quelques courts-métrages. Lorsqu'il entend que des nouveaux épisodes de Star Wars sont en projet il est transféré à ILM.
En 2007 il remporte le BAFTA et l'Oscar des meilleurs effets visuels avec John Knoll, Charles Gibson et Allen Hall pour Pirates des Caraïbes : Le Secret du coffre maudit.

## Filmographie
- 1988 : Will Vinton Classics: Meet the Raisins!
- 1990 : Will Vinton Classics: The Raisins Sold Out
- 1992 : Brain Donors
- 1992 : Claymation Easter
- 1993 : Even Cowgirls Get the Blues
- 1995 : Toy Story
- 1997 : Le Monde perdu : Jurassic Park
- 1999 : Star Wars, épisode I : La Menace fantôme
- 2000 : Space Cowboys
- 2001 : A.I. Intelligence artificielle
- 2002 : Star Wars, épisode II : L'Attaque des clones
- 2003 : Dreamcatcher
- 2003 : Pirates des Caraïbes : La Malédiction du Black Pearl
- 2004 : Van Helsing
- 2005 : On arrive quand ?
- 2006 : Pirates des Caraïbes : Le Secret du coffre maudit
- 2007 : Pirates des Caraïbes : Jusqu'au bout du monde
- 2008 : Iron Man
- 2011 : Super 8
- 2011 : Rango
- 2016 : Warcraft : Le Commencement